# Femitainment
Femitainment ist ein Kofferwort aus Feminismus und Entertainment. Es wurde im Zuge des Streits zwischen Alice Schwarzer und Bundesfamilienministerin Kristina Schröder (CDU) über die Rolle der Frauenbewegung erstmals öffentlichkeitswirksam verwandt, als unter diesem Titel Christiane Hoffmann einen Leitartikel in der Frankfurter Allgemeinen Sonntagszeitung veröffentlichte. Sie warf darin Alice Schwarzer vor, in den Kampf um die Deutungshoheit über den Feminismus eine unnötige Härte gebracht zu haben und ein Femitainment in allen Gassen zu betreiben, was Alice Schwarzer wiederum redensartlich auf eine Ebene mit Hansdampf stellt.
Die Jury für das Wort des Jahres 2010 setzte das Wort auf Platz neun.